# Campeonato de Australia 1935
Lista de los campeones del Abierto de Australia de 1935:

## Individual masculino
Jack Crawford (AUS) d. Fred Perry (GBR),  2–6, 6–4, 6–4, 6–4

## Individual femenino
Dorothy Round (GBR) d. Nancy Lyle (AUS), 1–6, 6–1, 6–3

## Dobles masculino
Jack Crawford/Vivian McGrath (AUS)

## Dobles femenino
Evelyn Dearman (AUS)/Nancy Lyle (AUS)

## Dobles mixto
Louise Bickerton (AUS)/Christian Boussus (FRA)
| Predecesor: 1934                                       | Abierto de Australia 1935 | Sucesor: 1936                         |
| Predecesor: Campeonato nacional de Estados Unidos 1934 | Grand Slam 1935           | Sucesor: Torneo de Roland Garros 1935 |

- Datos: Q2714801